# Aulus Virgini (tribú 395 aC)
Aulus Virgini (llatí: Aulus Verginius) va ser un magistrat romà del segle iv aC de la gens Virgínia.
Va ser tribú de la plebs l'any 395 aC. Dos anys després d'exercir el càrrec va ser acusat i condemnat juntament amb el seu col·lega Quint Pomponi per no haver volgut donar suport a l'establiment d'una colònia romana a Veïs. Els dos van ser condemnats i van haver de pagar una forta multa.
Tengué una filla, Virgínia, casada amb Luci Volumni Flamma.